# UFC on ESPN: Whittaker vs. Till
UFC on ESPN: Whittaker vs. Till (conosciuto anche come UFC on ESPN 14) è stato un evento di arti marziali miste tenuto dalla Ultimate Fighting Championship il 26 luglio 2020 al Flash Forum dell'Isola di Yas, negli Emirati Arabi Uniti.

## Risultati
|                  | Divisione             |                    |                 |                          | Metodo                                      | Round           | Tempo           | Premio          |
| Card Principale  | Card Principale       | Card Principale    | Card Principale | Card Principale          | Card Principale                             | Card Principale | Card Principale | Card Principale |
| ---------------- | --------------------- | ------------------ | --------------- | ------------------------ | ------------------------------------------- | --------------- | --------------- | --------------- |
|                  | Pesi medi             | Robert Whittaker   | batte           | Darren Till              | Decisione unanime (48-47, 48-47, 48-47)     | 5               | 5:00            |                 |
|                  | Pesi mediomassimi     | Maurício Rua       | batte           | Antônio Rogério Nogueira | Decisione non unanime (29-28, 28-29, 29-28) | 3               | 5:00            |                 |
|                  | Pesi massimi          | Fabrício Werdum    | batte           | Alexander Gustafsson     | Sottomissione (armbar)                      | 1               | 2:30            | POTN            |
|                  | Pesi paglia femminili | Carla Esparza      | batte           | Marina Rodriguez         | Decisione non unanime (28-29, 29-28, 30-27) | 3               | 5:00            |                 |
|                  | Pesi mediomassimi     | Paul Craig         | batte           | Gadzhimurad Antigulov    | Sottomissione (triangle choke)              | 1               | 2:06            | POTN            |
|                  | Pesi welter           | Alex Oliveira      | batte           | Peter Sobotta            | Decisione unanime (30-27, 30-27, 30-27)     | 3               | 5:00            |                 |
|                  | Pesi welter           | Khamzat Chimaev    | batte           | Rhys McKee               | KO tecnico (pugni)                          | 1               | 3:09            | POTN            |
| Card Preliminare |                       |                    |                 |                          |                                             |                 |                 |                 |
|                  | Catchweight (160 lbs) | Francisco Trinaldo | batte           | Jai Herbert              | KO tecnico (pugni)                          | 3               | 1:30            |                 |
|                  | Pesi welter           | Jesse Ronson       | batte           | Nicolas Dalby            | Sottomissione (rear-naked choke)            | 1               | 2:48            | POTN            |
|                  | Pesi massimi          | Tom Aspinall       | batte           | Jake Collier             | KO tecnico (pugni)                          | 1               | 0:45            | POTN            |
|                  | Pesi piuma            | Movsar Evloev      | batte           | Mike Grundy              | Decisione unanime (30-27, 30-27, 29-28)     | 3               | 5:00            |                 |
|                  | Pesi massimi          | Tanner Boser       | batte           | Raphael Pessoa           | KO tecnico (pugni)                          | 2               | 2:36            | POTN            |
|                  | Pesi gallo femminili  | Pannie Kianzad     | batte           | Bethe Correia            | Decisione unanime (30-27, 30-27, 29-28)     | 3               | 5:00            |                 |
|                  | Pesi welter           | Ramazan Emeev      | batte           | Niklas Stolze            | Decisione unanime (30-27, 30-27, 29-28)     | 3               | 5:00            |                 |
|                  | Pesi gallo            | Nathaniel Wood     | batte           | John Castañeda           | Decisione unanime (30-27, 30-27, 30-27)     | 3               | 5:00            |                 |

## Premi
I lottatori premiati ricevettero un bonus di 50.000 dollari.
Legenda:
- FOTN: Fight of the Night (vengono premiati entrambi gli atleti per il miglior incontro dell'evento)
- POTN: Performance of the Night (viene premiato il vincitore per la migliore performance dell'evento)